# Geroldshausen
Geroldshausen é um município da Alemanha, situado no distrito de Würzburgo, no estado da Baviera. Tem 10,40 km² de área, e sua população em 2019 foi estimada em 1.337 habitantes.